# Tropidonophis elongatus
Espèce
Synonymes
- Tropidonotus picturatus var. elongatus
Jan, 1865
- Tropidonotus elongatus Jan, 1865

Statut de conservation UICN

 DD  : Données insuffisantes
Tropidonophis elongatus est une espèce de serpents de la famille des Natricidae.

## Répartition
Cette espèce se rencontre :
- en Indonésie sur l'île de Biak ;
- en Indonésie dans les îles Raja Ampat sur l'île de Salawati ;
- en Indonésie dans les Schouten sur l'île de Numfor ;
- en Indonésie dans les Moluques sur les îles d'Ambon, de Céram et d'Halmahera ;
- en Nouvelle-Guinée tant dans la partie Papouane-néo-guinéenne que dans la partie indonésienne.

## Publication originale
- Jan, 1865 : Enumerazione sistematica degli ofidi appartenenti al gruppo Potamophilidae. Archive per la Zoologia, l’Anatomia et la Fisiologia, vol. 3, no 2, p. 201-265 (texte intégral).